# NSS-7
NSS-7 ist ein kommerzieller Kommunikationssatellit der SES World Skies mit Sitz in Den Haag (vormals SES New Skies).

## Missionsverlauf
Im Jahr 1999 bestellte New Skies Satellites den Satelliten als NSS-7 bei Lockheed Martin. Er wurde am 16. April 2002 auf einer Ariane-4-Trägerrakete vom Raumfahrtzentrum Guayana ins All befördert. Er wurde im geostationären Orbit bei 22° West stationiert. Dort übernahm er die Position von NSS-K, welcher danach abgeschaltet wurde. 2006 wurde New Skies Satellites in SES New Skies und 2009 in SES World Skies umbenannt. Im Mai 2012 wurde NSS-7 nach 20° West verschoben und löste dort NSS-5 ab.

## Technische Daten
Lockheed Martin baute den Satelliten auf Basis ihres Satellitenbusses der A2100-Serie und rüstete ihn mit jeweils 36 C-Band- und Ku-Band-Transpondern aus. Er ist dreiachsenstabilisiert und wiegt ca. 4,7 Tonnen. Außerdem wird er durch zwei große Solarmodule und Batterien mit Strom versorgt und besaß eine geplante Lebensdauer von 14 Jahren, welche er bereits übertroffen hat.